# Křemičitan zirkoničitý
Křemičitan zirkoničitý ZrSiO4 je anorganická sloučenina, křemičitan zirkonia a důležitý zdroj tohoto kovu. V přírodě se vyskytuje jako minerál zirkon, který je nejstarším známým minerálem na Zemi, stáří vzorku nalezeného v Jack Hills v Austrálii bylo stanoveno na 4,4 miliard roků. Jiné studie ovšem toto tvrzení zpochybňují a přisuzují minerálu stáří o plné 4 miliardy let menší.

## Vlastnosti
Čistý křemičitan zirkoničitý je bezbarvý, ale příměsi jej často zbarvují do různých barevných odstínů. Je nerozpustný ve vodě, kyselinách, zásadách a lučavce královské. Jeho tvrdost podle Mohsovy stupnice tvrdosti je 7,5.

## Výroba
Křemičitan zirkoničitý se v přírodě vyskytuje jako minerál zirkon. Těží se z přírodních zdrojů a koncentruje se různými metodami. Z písku se odděluje elektrostatickými a elektromagnetickými metodami.
Lze jej také vyrobit slučováním SiO2 a ZrO2 nebo reakcí zirkoničitých solí s křemičitanem sodným ve vodném roztoku.

## Použití
ZrSiO4 se používá k výrobě žáruvzdorných materiálů u kterých je potřebná odolnost proti korozi způsobené zásaditými látkami. Také se používá na výrobu některých druhů keramiky a také smaltů a keramických glazur, ve kterých slouží jako kalidlo. Též se může nacházet v některých cementech.

## Toxicita
Toxicita ZrSiO4 je poměrně nízká. Je dráždivý pro oči a kůži.